# Nevali Çori
Nevali Çori va ser un assentament del Neolític preceràmic B, situat al curs mitjà del riu Eufrates a la província de Şanlıurfa, a l'est de Turquia. El jaciment arqueològic ha revelat alguns dels temples i escultures monumentals més antics que es coneixen. Junt amb Göbekli Tepe, ha revolucionat la comprensió del Neolític eurasiàtic.
L'assentament va ser localitzat a uns 490 m sobre el nivell del mar, als contraforts de les muntanyes Taure, en ambdues riberes del rierol Kantara, tributari de l'Eufrates.

## Excavació
El lloc va ser examinat el 1993 en el context de les excavacions de rescat dutes a terme durant la construcció de la presa d'Atatürk, aigües avall de la petita ciutat de Samsat. Les excavacions van ser dutes a terme per un equip de la Universitat de Heidelberg, sota la direcció del professor Harald Hauptmann. Juntament amb molts altres jaciments arqueològics situats al voltant, Nevali Çori va quedar des de llavors sota les aigües de l'Eufrates.

## Datació
Nevali Çori pot ser emplaçat dins de la cronologia relativa local basant-se en les eines de sílex que s'hi han trobat. L'aparició d'estretes i no retocades puntes tipus Biblos apuntaria a situar-lo entre el Neolític preceràmic B (PPNB) inicial i mitjà. Algunes eines indicarien certa continuïtat amb el PPNB tardà. Dins de les primeres fases, una cronologia més afinada seria possible gràcies a l'arquitectura de l'assentament: l'habitatge tipus, amb canals subterranis, característica dels estrats I-IV de Nevali Çori, és igualment típica de l'«estrat intermedi» de Çayönü, mentre que la diferent planta de l'únic edifici de l'estrat V (casa 1) està més clarament connectada amb els edificis de "planta cel·lular" de Çayönü.

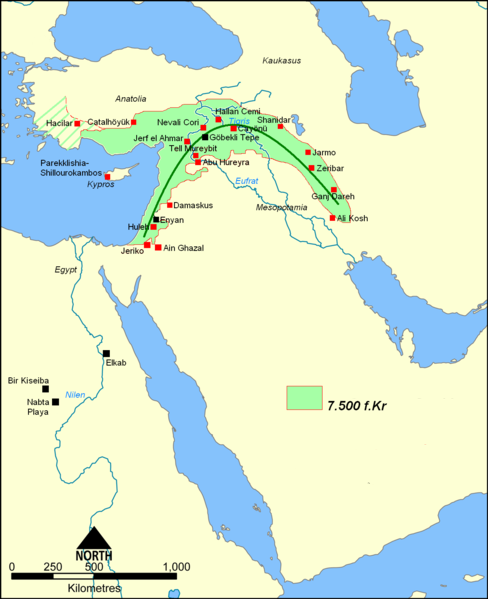
Mapa del Creixent Fèrtil asiàtic, amb els principals centres de desenvolupament cultural coneguts, entre els quals es troba Nevali Çori.

En termes de datacions absolutes, 4 datacions de radiocarboni han estat definitives per a Nevali Çori. Tres en procedeixen de l'estrat II i el daten amb certa seguretat en la segona meitat del IX mil·lenni aC, la qual cosa coincideix amb les dates més primerenques de Çayönü i amb Mureybet IV-A, i així dona suport la cronologia relativa donada més amunt. La quarta datació pertany al X mil·lenni aC, la qual cosa, si és correcte, podria indicar la presència humana a Nevali Çori en una fase extremadament primerenca del PPNA.

## Habitatges
L'assentament té cinc nivells arquitectònics. Les restes que s'han descobert són unes cases llargues i rectangulars que contenen dues o tres ales paral·leles amb habitacions, interpretades com a magatzems. Aquests són contigus a unes estructures anteriors semblants i també rectangulars, subdividides per murs sortints, que podrien ser interpretades com a espais residencials. Aquesta tipologia de casa està caracteritzada per espessos fonaments, superposats en diferents estrats i formats per grans còdols angulars i palets; les bretxes van ser emplenades amb petites pedres, per així crear una superfície relativament plana que suportés la superestructura. Aquests fonaments estan interromputs cada metre o 1,5 m. per canals subterranis, orientats cap als angles drets des de l'eix principal de les cases i coberts amb lloses de pedra, però oberts cap als costats. Van poder servir per al drenatge, la ventilació o el refredament de les cases. 23 estructures d'aquest tipus han estat excavades, i són sorprenentment similars a les de l'anomenada "subfase acanalada" de Çayönü.

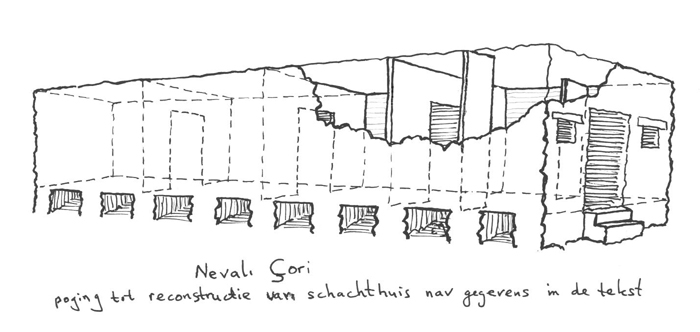
Reconstrucció d'una casa de Nevali Çori.

Una zona de la part nord-oest del poble sembla que va tenir una especial importància, ja que allà, al vessant del turó, va ser tallat un complex dedicat al culte. S'hi distingeixen tres fases arquitectòniques subsecuentes, la més recent de les quals pertanyeria a l'estrat III, la intermèdia a l'estrat II i la més antiga a l'I. Les dues més recents, a més, tenen un pis consolidat de calç, estil "terratzo", que no s'ha conservat en la fase més antiga, i del qual existeixen paral·lelismes amb Çayönü i Göbekli Tepe. Columnes monolítiques similars a les de Göbekli Tepe van ser aixecades entre els seus murs de pedra seca i a l'interior del recinte apareixen dos pilars exempts de tres metres d'alt. S'assumeix que sostenien un sostre lleuger i pla. Estructures semblants només han estat descobertes fins ara a Göbekli Tepe.
Uns sondeigs practicats a la part oest de la vall van revelar també estructures arquitectòniques rectilínies en dos o tres estrats.

## Escultura i figuretes d'argila
La pedra calcària local va ser esculpida per crear nombroses estàtues i petites escultures, incloent-hi una d'un cap humà descobert (més gran que la mida real corresponent), amb una serp o un plomall tipus sikha (floc de cabells enrotllat sobre la part alta) a sobre. S'ha descobert també l'estàtua d'un ocell i alguns dels pilars mostren relleus; entre aquests, diversos que representarien unes mans humanes. Les figures antropomorfes exemptes fetes de calcària i trobades a Nevali Çori estarien entre les escultures de mida real més antigues conegudes, juntament amb les trobades a Göbekli Tepe, de similars característiques.
Així mateix, s'han desenterrat diversos centenars de petites figuretes d'argila d'uns cinc centímetres d'alt, moltes de les quals representen humans i han estat interpretades com a ofrenes votives. Van ser cuites a temperatures que oscil·laven entre els 500 i els 600°C, la qual cosa suggeriria el desenvolupament de tècniques de cocció ceràmica abans del naixement de la terrisseria pròpiament dita.

## Enterraments
Alguns dels habitatges contenen deposicions de cranis humans i esquelets incomplets.